# Angelo Mangano
Angelo Mangano (Giarre, 2 gennaio 1920 – Roma, 1º aprile 2005) è stato un poliziotto italiano.
Fu uno degli investigatori della cattura del boss corleonese Luciano Liggio.

## Biografia
Entrato nel corpo degli agenti di pubblica sicurezza nel 1939, nominato vice commissario nel 1952 e commissario dirigente della squadra mobile di Trieste nel 1955, ricoprì numerosi incarichi in diverse città italiane. Nel 1958, sotto la presidenza di Fernando Tambroni, il questore Domenico De Nozza lo chiamò all'Ufficio Affari Riservati del Ministero dell'interno.

### L'arresto di Luciano Leggio (detto Liggio)
Era in servizio a Genova, quando, su disposizione del capo della polizia Angelo Vicari, dopo la strage di Ciaculli, fu inviato in Sicilia. Il 15 novembre 1963 il commissario Angelo Mangano giunse a Corleone con l'incarico specifico di trovare ed arrestare il boss in ascesa Luciano Liggio. Una delle prime azioni da lui messe a segno a Corleone fu l'arresto di Salvatore Riina, braccio destro di Liggio. La sera del 14 maggio 1964 grazie alle indagini dei carabinieri si arrivò al suo nascondiglio: la casa di Leoluchina Sorisi, la fidanzata di Placido Rizzotto, il sindacalista ucciso dallo stesso Liggio nel 1948. L'eclatante operazione dei carabinieri diretta dal tenente colonnello Ignazio Milillo con una rappresentanza della polizia diretti dal Commissario Mangano, permise di arrestare il latitante capomafia. Siccome Luciano Liggio era malato del morbo di Pott, venne portato fuori dal maresciallo Tobia e dall'appuntato Fraternale e il commissario andò loro incontro mentre scendevano i gradini del covo. Un giornalista immortalò la scena e la fotografia finì su tutti i giornali lasciando erroneamente intendere che l'avesse catturato il commissario. Al momento dell'arresto, lo stesso Liggio espresse a Milillo il suo disprezzo nei confronti di Mangano per aver arrestato un suo fratello affetto da ritardo mentale: «La mia pistola la consegno a lei, colonnello, che mi ha combattuto sempre con onore, non a quel buffone (n.d.r. Mangano) che è capace solo di catturare dei deficienti».
Nel 1973 Mangano querelò Milillo per una intervista in cui accusava il funzionario di essersi preso il merito per la cattura di Liggio. Il processo si svolse l’anno successivo a Milano ma non giunse a conclusione perché Milillo accettò di rimettere la querela dopo che Mangano riconobbe la fondatezza delle affermazioni di Milillo in merito all’arresto di Liggio.

### La lotta alla mafia, il fallito attentato e lo scandalo delle bobine
Fu nominato vice questore il 1º gennaio 1965, e nel 1966 gli fu affidata la direzione della Criminalpol per la Sicilia. Tra le indagini portate a termine in quegli anni, denunciò gli assassini del giornalista Cosimo Cristina e del sindacalista Carmelo Battaglia, che però furono scagionati. Iniziò anche ad ascoltare le confessioni di uno dei primi pentiti della storia di Cosa nostra, Luciano Raia, ex killer al servizio dei corleonesi, in seguito sentito dal giudice Cesare Terranova. Le sue dichiarazioni portarono al processo di Bari del 1969 nella quale venivano giudicati Liggio, Salvatore Riina e molti altri membri del clan dei corleonesi. Ma, con una sentenza-scandalo, vennero tutti assolti, anche perché Raia non venne creduto perché accusato di essere un malato di mente e un depravato da svariate perizie psichiatriche. Il CSM indagò sull'operato del Collegio Giudicante ed appurò che i giudici erano stati fatti oggetto di gravi minacce. Al processo di appello il 23 dicembre 1970 Liggio fu condannato all'ergastolo.
L'attività svolta da Mangano in Sicilia suscitò tensioni in alcuni ambienti giudiziari e politici e nel 1967 venne trasferito alla questura di Nuoro, dove si dedicò alla lotta al banditismo sardo. Fu promosso questore il 30 giugno 1971. 
Dopo la clamorosa fuga di Liggio da una clinica romana nel 1969, Mangano venne incaricato nuovamente dal capo della polizia Vicari di rintracciarlo e dispose intercettazioni telefoniche nei confronti dei presunti fiancheggiatori del boss, che fecero emergere le infiltrazioni mafiose nella Regione Lazio. Mangano iniziò a frequentare uno degli uomini di Liggio nelle vicinanze di Roma, il boss italoamericano Frank Coppola detto "Tre dita", e stabilì con lui un rapporto confidenziale per arrivare sulle tracce del criminale.
Il 5 aprile 1973 quattro killer lo aspettarono sotto casa in via Tor Tre Teste a Roma e lo colpirono con sei colpi di pistola (tra cui uno alla testa ed uno vicino al cuore) e ferirono anche il suo autista Domenico Casella. Nonostante l’assenza di prove, è probabile che il mandante sia Frank Coppola, anche perché Mangano dichiarò di aver riconosciuto due dei quattro attentatori, Ugo Bossi e Sergio Boffi, uomini di Coppola. Il boss mafioso e i due presunti sicari si difesero negando ogni addebito e, infatti, furono assolti nel 1975 da ogni imputazione dalla Corte d'Assise di Firenze. Diversi anni dopo, i collaboratori di giustizia Antonino Calderone e Francesco Di Carlo rivelarono che il fallito attentato fu eseguito da Liggio in persona accompagnato dai camorristi napoletani Michele Zaza, Ciro Mazzarella e Lorenzo Nuvoletta.
Dopo il fallito attentato a Mangano, la Commissione parlamentare antimafia accertò che diverse bobine delle intercettazioni telefoniche disposte dal questore sui presunti fiancheggiatori di Liggio risultavano manomesse ed erano in un primo tempo scomparse e poi ritrovate negli uffici della Procura della Repubblica di Roma, tanto che si parlò di "ballata delle bobine". Ci fu un reciproco scambio di accuse: Mangano indicò i magistrati romani come colpevoli della manomissione mentre Frank Coppola e il procuratore generale di Roma, Carmelo Spagnuolo (risultato poi iscritto alla loggia massonica P2), accusarono Mangano di aver intascato una somma di denaro in cambio della cancellazione dai nastri di ogni riferimento ad uomini politici. La Cassazione mandò tutti gli atti dell'indagine alla Procura di Firenze, che infatti riconobbe la buonafede di Mangano ed incriminò il procuratore Spagnuolo, che venne pure trasferito ad un'altra sede su disposizione del Consiglio superiore della magistratura.

## Onorificenze
- 30 luglio 1957: il Ministro dell'Interno gli consegnò "l'Attestato di Merito Speciale" per l'arresto a Trieste di numerosi componenti di una vasta organizzazione di spionaggio contro l'Italia
- 4 novembre 1959: Le Prince Souverain de Monaco, Ranieri III, lo ha nominato "Officier de l'ordre des Grimaldi"
- 28 luglio 1960: Il presidente della Repubblica francese lo ha nominato "Chevalier de l'ordre de l'Etoile Noire"
- 18 ottobre 1964: il Ministro dell'Interno gli ha consegnato "l'Attestato di Merito Speciale" per aver partecipato all'arresto a Corleone del temibile capomafia Luciano Liggio.

## Televisione
La rete televisiva Canale 5 ha prodotto e mandato in onda lo sceneggiato televisivo Il capo dei capi, raccontante la vita di Salvatore Riina, dove Mangano è interpretato dall'attore Massimo Venturiello. Nella fiction Mangano è inviato a Corleone nel 1958 mentre nella realtà arrivò nella città nel 1963; ancora, nel film Mangano è a Milano ed arresta Liggio in un locale mentre nella realtà non prese mai parte all'arresto del boss nel 1974, che avvenne in un appartamento milanese ad opera della Guardia di Finanza al comando del tenente colonnello Giovanni Vessicchio.